# Карл Кене
Едгар-Карл Юліус Рудольф Кене (Edgar-Karl Julius Rudolf Kaehne; 13 березня 1899, Бунцлау — 10 липня 1969, Вюрцбург) — німецький офіцер, оберст резерву вермахту. Кавалер Лицарського хреста Залізного хреста.

## Біографія
В 1917 році вступив в 5-й нижньосілезький піхотний полк №154. Учасник Першої світової війни. В 1920 році демобілізований. З серпня 1919 по травень 1921 року служив у фрайкорі «Сілезія». 23 травня 1921 року брав участь у боях з польськими повстанцями біля Аннаберга. В 1929 році вступив в місцеві відділення НСДАП і СА в Лігніці, командував штурмбаном, потім — штандартом, пізніше очолив штаб бригади.
На початку Другої світової війни вступив у вермахт. Учасник Польської і Французької кампаній, а також Німецько-радянської війни. З 15 вересня 1943 року — командир піхотного полку «Хорватія», з 1 січня 1945 року — 964-ї фортечної бригади, яка діяла в Албанії і Хорватії. 15 березня госпіталізований в Ноєттінгу. 28 квітня Кене звільнив арештованих нацистських чиновників в Альтеттінгу, після чого наказав їм продовжувати роботу і не здаватися. 12 травня 1945 року взятий в полон американськими військами і направлений в 1-у офіцерську роту табору для військовополонених в Альтеттінгу. 4 квітня 1946 року заарештований. 10 вересня 1948 року засуджений до 5 років трудових таборів. 15 грудня 1948 року звільнений.  

## Звання
- Фанен-юнкер (1917)
- Штурмфюрер СА (1934)
- Оберлейтенант резерву (1 вересня 1939)
- Гауптман резерву (1941)
- Майор резерву (15 вересня 1943)
- Оберстлейтенант резерву (1 лютого 1944)
- Оберст резерву (1 січня 1945)

## Нагороди
- Сілезький Орел 2-го ступеня (1920)
- Почесний хрест ветерана війни з мечами
- Медаль «За вислугу років у НСДАП» в бронзі та сріблі (15 років)
- Залізний хрест
  - 2-го класу (1939)
  - 1-го класу (червень 1940)
- Нагрудний знак «За поранення» в чорному (червень 1940)
- Штурмовий піхотний знак в сріблі
- Лицарський хрест Залізного хреста (2 лютого 1942) — як командир 1-го батальйону 135-го піхотного полку 45-ї піхотної дивізії.